# Palaeopsylla vallei
Palaeopsylla vallei är en loppart som beskrevs av Beaucournu 1979. Palaeopsylla vallei ingår i släktet Palaeopsylla och familjen mullvadsloppor. Inga underarter finns listade i Catalogue of Life.